# Shannon Woodward
Shannon Marie Woodward (Phoenix (Arizona), 17 december 1984) is een Amerikaanse actrice.

## Biografie
Woodward werd geboren in Phoenix (Arizona), als kind verhuisde zij met haar familie naar Boca Raton. Zij heeft de high school doorlopen aan de Olympic Heights Community High School aldaar. Tijdens haar studie begon zij met acteren op het schooltoneel. Na haar schooltijd begon zij met acteren in lokale theaters. Naast het acteren heeft zij als hobby’s gitaarspelen en zingen.

## Filmografie

### Films
- 2020 Happily - als Carla
- 2019 Ode to Joy - als Liza
- 2017 All Nighter - als Lois
- 2016 The Veil - als Jill
- 2015 The Breakup Girl - als Claire Baker
- 2014 Search Party – als Tracy
- 2013 Adult World – als Candace
- 2010 Girlfriend – als Candy
- 2009 The Shortcut – als Lisa
- 2009 Limelight – als Zoe Green
- 2008 The Haunting of Molly Hartley – als Leah
- 2007 The Comebacks – als Emily
- 2007 Sunny & Share Love You – als meisje of straat
- 2005 The Quiet – als Fiona
- 2005 Man of the House – als Emma Sharp
- 1997 True Women – als jonge Cherokee Woods
- 1996 Tornado! – als Lucy
- 1995 Family Reunion: A Relative Nightmare – als Leigh Dooley

### Televisieseries
Uitgezonderd eenmalige gastrollen.
- 2021 Mr. Corman - als Elizabeth Corman - 2 afl.
- 2021 The Division: Hearts on Fire - als Johanna - 6 afl.
- 2021 Hot White Heist - als Jack - 6 afl.
- 2016 - 2018 Westworld - als Elsie Hughes - 13 afl.
- 2010 – 2014 Raising Hope – als Sabrina Collins – 88 afl.
- 2009 ER – als Kelly Taggart – 2 afl.
- 2007 – 2008 The Riches – als Di Di Malloy – 20 afl.
- 2003 Boston Public – als Allison / Marianne Karr – 2 afl.
- 2001 – 2002 Grounded for Life – als Kristina – 3 afl.
- 1991 – 1994 Clarissa Explains It All – als Missy / Alien 3 – 3 afl.

- Gemeinsame Normdatei: 143728180
- International Standard Name Identifier: 0000 0001 1677 8835
- Library of Congress Control Number: no2009026276
- Virtual International Authority File: 78982331
- WorldCat: E39PBJtMmj9B3gXFpP6C3b3mh3